# Гортензія Пападат-Бенджеску

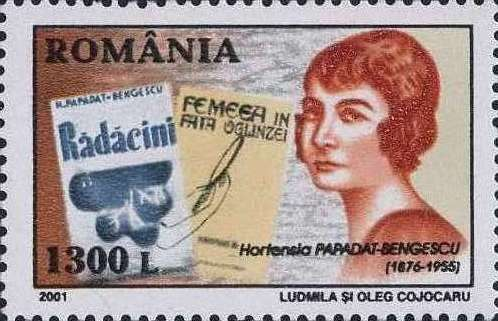
Поштова марка Румунії з зображенням Гортензії Пападат-Бенджеску

Гортензія Пападат-Бенджеску (рум. Hortensia Papadat-Bengescu; нар. 8 грудня 1876, Івешті, повіт Текуч (нині жудец Галац Румунська Молдова)- пом. 5 березня 1955, Бухарест, Румунська Народна Республіка) — румунська письменниця і драматург.

## Біографія
Гортензія Пападат-Бенджеску народилася 1876 року в родині генерала. Освіту отримала в Бухаресті. У 20-літньому віці вийшла заміж за чиновника магістрату. Через часті переїзди чоловіка містами Румунії, сім'я переїжджала разом з ним. Народила 4-х доньок.
Під час Першої світової війни служила медсестрою волонтерської організації Червоного Хреста, про що розповіла в одному зі своїх романів «Balaurul».
З 1933 року жила в столиці Румунії. В 1946 році була нагороджена Національною премією з літератури.
Заборонена комуністичним режимом. У старості Гортензія Пападат-Бенджеску жила в бідності, без будь-яких засобів до існування. Померла в забутті 5 березня 1955 року в Бухаресті у віці 79 років. Похована на цвинтарі Беллу в Бухаресті.
Після 1965 року творчість письменниці поступово почала повертатись із забуття.

## Творчість
Дебютувала в 1912 році. Свої перші твори писала французькою мовою. Її наставником в літературі був Гарабет Ібреїляну, який допоміг молодій письменниці опублікувати свої перші роботи.
Гортензія Пападат-Бенджеску авторка відточеної психологічної прози, з холодним аналітизмом хірурга в своїх романах розкриває за вишуканою респектабельністю буржуазного суспільства його пороки та недоліки. У прозі письменниці простежуються початки модерністського роману («Концерт з творів Баха»).
Найвище досягнення її творчості — цикл романів, що розкривають моральну деградацію буржуазної родини: «Незачесані дівчата» (1926), «Концерт з творів Баха» (1927), «Таємний шлях» (1933).

## Вибрані твори
Оповідання, повісті, короткі романи
- Ape adânci (1919)
- Sfinxul (1920)
- Femeia în fața oglinzii (1921)
- Balaurul (1923)
- Romanță provincială (1925)
- Desenuri tragice (1927)

Драматургія
- Povârnișul (1915)
- Bătrânul (1920)
- Teatru
  - Bătrânul,
  - A căzut o stea,
  - Medievala,
  - Sora mea, Ana.

Цикл романів «Галіфакс»
- Fecioarele despletite (1925)
- Concert din muzică de Bach (1927)
- Drumul ascuns (1932)
- Rădăcini (1938)

Інші романи
- Logodnicul, 1935
- Străina.